# Pérsica
Pérsica (em grego antigo: Περσικά, Persiká) é um texto grego antigo perdido, dividido em 23 livros, sobre história assíria, meda e persa, escrito por Ctésias de Cnido, um médico da corte do rei persa Artaxerxes II (r. 404–358 a.C.). O estilo e o valor da obra para o estudo da história é considerado baixo.

## Esboço da obra
Livros 1-3: história assíria. Os livros descrevem o reinado do lendário rei Nino, que fundou o império assírio e conquistou grandes partes da Ásia Ocidental; o reinado da lendária rainha Semíramis e sua invasão à Índia; os reinados de Ninias e de Sardanápalo e o fim do império assírio após as revoltas de Arbaces da Média e Belesis de Babilônia.
Livros 4-6: História meda. Os livros contam a história do Império Medo desde o reinado de Arbaces até o reinado de Astíages e sua derrota nas mãos de Ciro, o Grande, da Pérsia. Os livros 1-6 podem ter sido originalmente concebidos como uma obra separada dedicada à história assíria e meda, e oposta ao resto da obra dedicada à história persa.
Livros 7-11: Ciro, o Grande (r. 600–530 a.C.). Os livros descrevem a ascensão de Ciro ao trono, sua conquista do Império Medo e seu reinado até sua morte.
Livros 12-15: Descrevem os reinados de Cambises II (r. 530–522 a.C.), Dario, o Grande (r. 522–486 a.C.) e Xerxes I (r. 486–465 a.C.).
Livros 16-17: Descreve o reinado de Artaxerxes I (r. 465–424 a.C.), incluindo a revolta de Inaro no Egito e a revolta de Megabizo.
Livro 18: Os reinados de Xerxes II (424 a.C.), Soguediano (424 a.C.) e Dario II (r. 423–405 a.C.).
Livros 19-23: O reinado de Artaxerxes II até 398 a.C., incluindo a revolta de Ciro, o Jovem e sua morte na batalha de Cunaxa (401 a.C.), as maquinações da rainha-mãe Parisátide que envenenou a esposa favorita do rei, Estatira, e o papel de Ctésias como negociador (com Conão de Atenas). O trabalho parece ter concluído com uma lista de reis de Nino e Semíramis até Artaxerxes II.

## Texto
A Pérsica de Ctésias não foi preservada em sua totalidade. Existe um único fragmento de papiro contendo 29 linhas de texto (POxy 2330) e referências em autores antigos posteriores, principalmente Diodoro Sículo, Nicolau de Damasco, Dionísio de Halicarnasso, Plutarco, Cláudio Eliano, Ateneu e o bispo bizantino Fócio. A grande maioria das referências posteriores referem-se a Pérsica, mas não específica que a está citando, não nos permitindo um acesso direto às próprias palavras de Ctésias.
As edições mais importantes dos fragmentos do Persica até hoje incluem:
- Felix Jacoby 1958: Die Fragmente der griechischen Historiker, Teil 3c (Autoren über einzelne Länder), Nr. 688;
- König, F. W 1972: Die Persika von Ktesias von Knidos. Graz: Selbstverlag des Herausgebers.
- Lenfant, Dominique 2004: Ctesias de Cnide, La Perse - L'Inde - Autres Fragments. Paris: Budé, Les Belles Lettres.

## Gênero
A Pérsica de Ctésias se encaixa em uma tradição maior de obras históricas e etnográficas da Grécia Antiga que tratam da história e da cultura do Oriente Próximo. Os primeiros escritores gregos de Pérsica foram coletados entre o "Fragmenta historicorum Graecorum" de Jacoby e incluem Hecateu de Mileto (1), Helânico de Lesbos (4), Charon de Lampsacus (262), Dionísio de Mileto (687) e Xanto de Sardes (765). Alguns desses autores, como Dionísio, tiveram um foco estreito nas guerras greco-persas do início do século V a.C., enquanto outros, como Helânico, adotaram uma abordagem mais ampla semelhante à de Ctésias e trataram de toda a história da Assíria, Impérios Medo e Aquemênida.
O escritor mais importante preocupado com a história persa antes de Ctésias foi Heródoto, cujas histórias imensamente influentes foram preservadas em sua totalidade. Ctésias parece ter sido o primeiro escritor a tentar escrever a história persa depois de Heródoto. Pérsica de Ctésias tem sido frequentemente vista como uma resposta a Heródoto. De acordo com Fócio, que fez um resumo da obra, Ctésias:
dá um relato de Ciro, Cambises, o Mago, Dario e Xerxes, no qual ele difere quase inteiramente de Heródoto, a quem acusa de falsidade em muitas passagens e chama de inventor de fábulas (trans. Rene Henry)
Muitos estudiosos aceitam que a relação da Pérsica de Ctésias com Heródoto era antagônica. Outros estudiosos, como Bichler, pensam que Ctésias parodiou Heródoto e escreveu “como uma espécie de persiflagem e... não uma tentativa séria de corrigir Heródoto.”